# Amerykanie pochodzenia hinduskiego

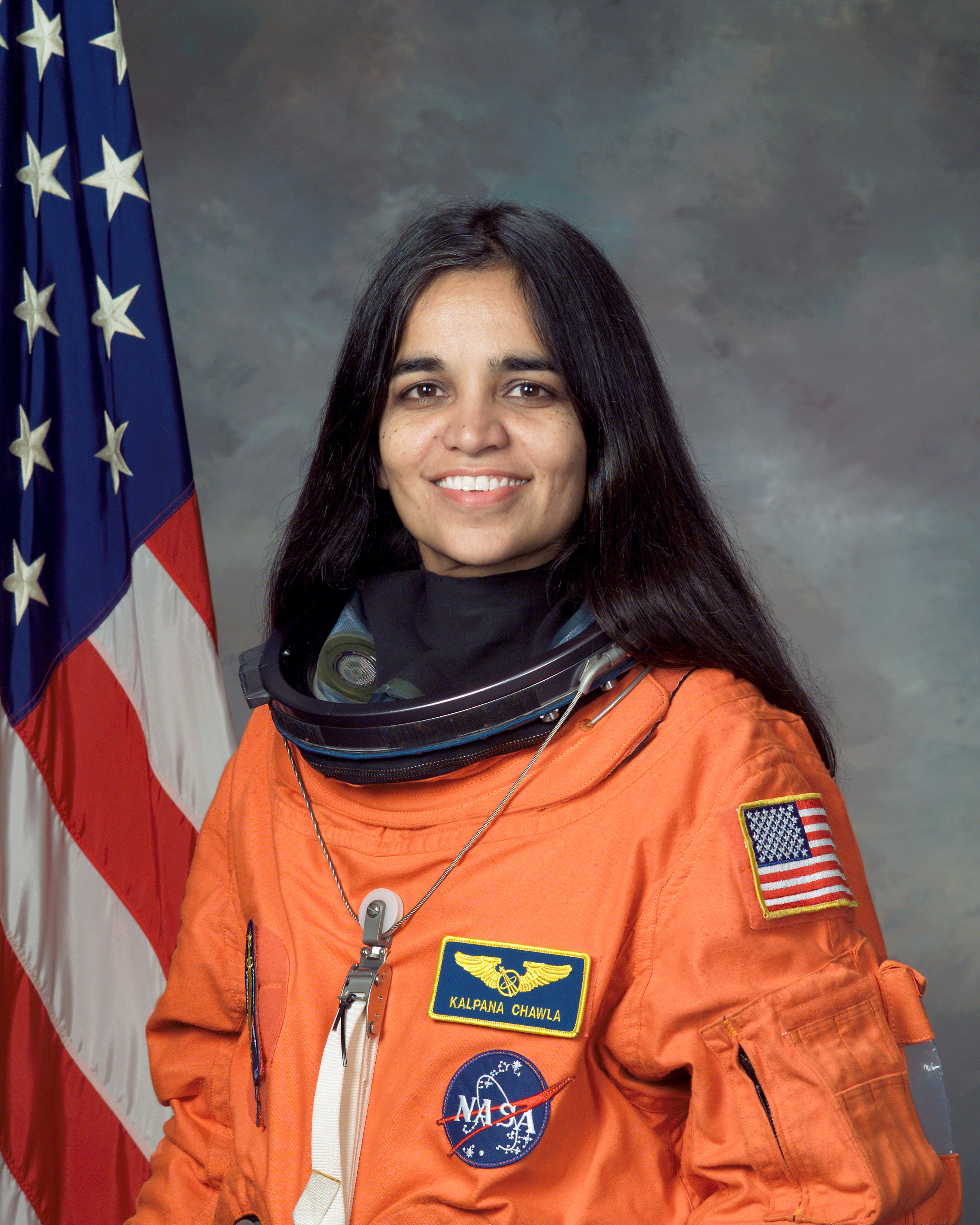
Astronautka Kalpana Chawla

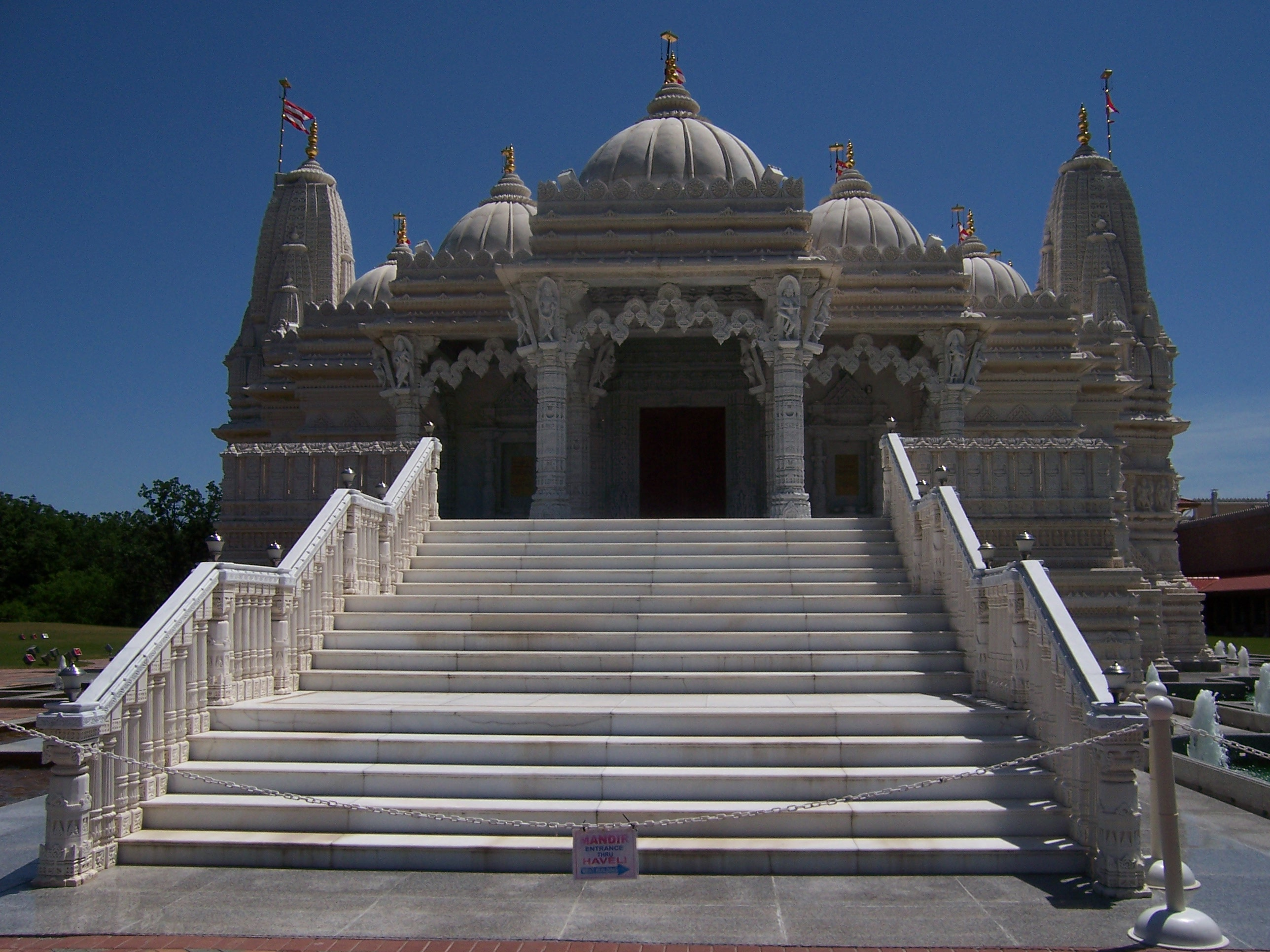
Świątynia Shri Swaminarayan Mandir w metropolii chicagowskiej

Amerykanie pochodzenia hinduskiego (ang. Indian Americans) – obywatele Stanów Zjednoczonych, którzy (lub których przodkowie) pochodzą/pochodzili z Indii. Angielska nazwa tej grupy etnicznej jest nieco myląca, bowiem utożsamia Hindusów z Indianami, czyli tubylczymi Amerykanami. Dla uniknięcia pomyłek United States Census Bureau stara się popularyzować termin Asian Indian.
Znaczna liczba Amerykanów pochodzenia hinduskiego przybyła do USA z innych niż Indie krajów, jak na przykład z Wielkiej Brytanii, gdzie Hindusi stanowią 2% populacji, Kanady, Wyspy Mauritius, krajów Azji południowo-wschodniej, jak Malezja i Singapur, RPA, Gujany, Fidżi, Kenii, Tanzanii, Ugandy, Karaibów. Są wyznawcami wielu religii, a w tym przede wszystkim hinduizmu i sikhizmu, choć nie brak wśród nich buddystów, chrześcijan czy muzułmanów.

## Społeczność

### W liczbach
Według danych US Census Bureau liczebność Amerykanów pochodzenia hinduskiego w Stanach Zjednoczonych wzrosła z blisko 1.679.000 w roku 2000 do 2.570.000 w 2007, czyli aż o 53%. Stanowią tym samym najszybciej rosnącą społeczność imigrantów z Azji i jedną z najszybciej rozwijających się grup etnicznych w USA. Co do wielkości społeczność Amerykanów pochodzenia hinduskiego ustępuje jedynie Amerykanom pochodzenia chińskiego i filipińskiego.

### Według miejsc zamieszkania
Stany, w których zamieszkuje najwięcej Amerykanów pochodzenia hinduskiego, to kolejno Kalifornia, Nowy Jork, New Jersey, Teksas i Illinois. Znaczne ich ilości mieszkają także na Florydzie, w Pensylwanii oraz w Michigan, Marylandzie, Wirginii, Georgii i Ohio.
Metropolię nowojorską, na którą składają się sam Nowy Jork oraz przylegające do miasta zurbanizowane obszary stanów Nowy Jork, New Jersey, Connecticut i Pensylwanii, zamieszkuje około 600 tys. Amerykanów pochodzenia hinduskiego (dane za rok 2009), co stanowi największą komasację tej grupy etnicznej w USA. W sierpniu 2009 roku hinduskie linie lotnicze Air India i Jet Airways, a także amerykański przewoźnik Continental Airlines, oferowały codzienne loty z Nowego Jorku do Indii i z powrotem. Co najmniej siedem enklaw, zwanych „Little India” znajduje się na terenie metropolii.
Inne obszary metropolitalne ze znacznymi skupiskami Amerykanów pochodzenia hinduskiego to San Francisco/San Jose/Oakland, Metropolia Chicagowska, Wielkie Los Angeles, Metropolia Waszyngton/Baltimore, Metropolia Filadelfijska, Wielki Boston, Metro Detroit, Wielkie Houston, Dallas/Ft. Worth Metroplex, Charlotte i Atlanta. W roku 2000, w gminie miejskiej Edison w New Jersey Amerykanie pochodzenia hinduskiego stanowili 17,75% ogółu mieszkańców. Amerykanie pochodzenia hinduskiego mieszkają nie tylko w miastach, czego przykładem jest typowo rolnicza Imperial Valley w Kalifornii w pobliżu granicy z Meksykiem: około 21 tys. z nich mieszka w hrabstwie Imperial. Pierwsze świątynie sikhijskie powstały w Dolinie Sacramento (Marysville and Yuba City). W odróżnieniu od przybyszów z Azji wschodniej, którzy wykazują tendencję do osiedlania się na wybrzeżu Pacyfiku, Amerykanie pochodzenia hinduskiego zamieszkują bardziej równomiernie cały obszar kraju.
W roku 2006 na łączną liczbę 1.266.264 legalnych imigrantów z całego świata, aż 58.072 było z Indii. Imigracja z Indii osiągnęła najwyższy poziom w dziejach.
Badania przeprowadzone wspólnie przez uniwersytety Duke i Berkeley ujawniły, że przybysze z Indii założyli w USA w latach 1995–2005 więcej firm technicznych i inżynieryjnych niż imigranci z Wielkiej Brytanii, Chin, Tajwanu Japonii razem wziętych. Uniwersytet Kalifornijski w Berkeley informuje, że Amerykanie pochodzenia hinduskiego zajmują jedną trzecią stanowisk inżynierskich w Silicon Valley, a 7% znajdujących się tam firm hi-tech jest kierowanych przez nich.

## Obecność w USA

### Wykształcenie
Amerykanie pochodzenia hinduskiego są znacznie lepiej wykształceni niż przedstawiciele innych grup etnicznych. Według Amerykańskiego Stowarzyszenia Lekarzy Pochodzenia Hinduskiego (AAPIO) w USA mieszka i pracuje blisko 35 tys. lekarzy-Hindusów. Według spisu powszechnego, w roku 2000 64% Amerykanów pochodzenia hinduskiego posiadało licencjat lub wyższy stopień (dla porównania średnia krajowa wynosi 28%, a średnia dla wszystkich imigrantów z Azji 44%). Niemal 40% Hindusów posiada magisterium, doktorat lub inny wyższy stopień naukowy, co pięciokrotnie przekracza średnią krajową. 72.3% spośród nich pracuje, z czego 57,7% na stanowiskach kierowniczych lub specjalistycznych.

### Pieniądze
Według spisu powszechnego z roku 2000 pracujący na pełny etat Amerykanin pochodzenia hinduskiego miał przeciętne „najwyższe roczne uposażenie (51.094 USD)”, zaś Amerykanka pochodzenia hinduskiego 35.173 USD Fenomen ten bierze się z „drenażu mózgów” hinduskiej inteligencji. Ostatnio jednak nastąpił spadek napływu imigrantów z Indii do Stanów Zjednoczonych. Spowodowane to jest poprawą stanu gospodarki w Indiach. Spora część dzisiejszych Amerykanów pochodzenia hinduskiego to obywatele w drugim lub trzecim pokoleniu.
Hindusi w Ameryce są właścicielami 50% wszystkich moteli i 35% wszystkich hoteli w Stanach Zjednoczonych, których wartość rynkowa w połowie pierwszej dekady XXI wieku wynosiła niemal 40 miliardów USD. W roku 2002 ponad 223 tys. Hindusów było właścicielami różnego rodzaju firm w USA; firmy te dawały zatrudnienie ponad 610 tys. pracowników i przynosiły ponad 88 miliardów dochodu.

### Kuchnia
Przybysze z Indii przynieśli z sobą do Ameryki kuchnię hinduską, która – jak wszystkie inne kuchnie etniczne – została w USA zaakceptowana wraz z otwarciem setek restauracji i jadłodajni w całym kraju. W Stanach Zjednoczonych istnieje wiele targowisk i sklepów spożywczych z żywnością charakterystyczną dla Indii. Jedne z największych targowisk hinduskich znajdują się w Dolinie Krzemowej w Kalifornii, przy ulicy Devon w Chicago, Pioneer Blvd. w Los Angeles i University Avenue w Berkeley. w Kalifornii. Inne takie centra handlowe znajdują się w Jersey City, w New Jersey, nowojorskiej dzielnicy Queens, Hillcroft Avenue w Houston i Richardson w Teksasie.

### Rozrywka

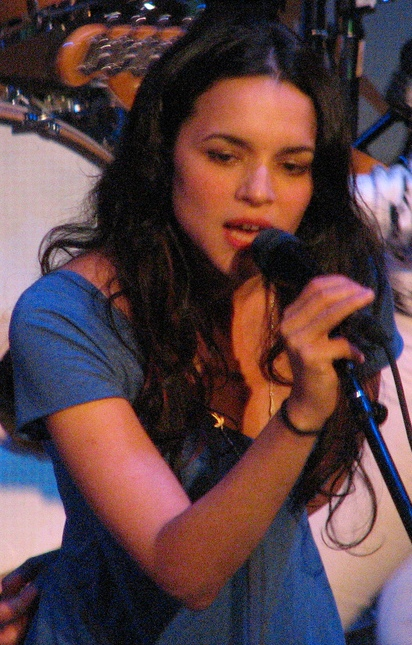
Piosenkarka Norah Jones

Hinduskie stacje radiowe nadają swoje programy wszędzie tam, gdzie znajdują się większe skupiska Amerykanów pochodzenia hinduskiego, Na przykład w metropolii nowojorskiej nadaje swe audycje RBC Radio, Radio Humsafar i Desi Junction w Chicago, Radio Salaam Namaste w północnym Teksasie, FunAsia Radio i Sangeet Radio w Houston. Istnieje również kilka stacji radiowych nadających audycje po tamilsku.
Kilku satelitarnych i kablowych nadawców również oferuje kanały hinduskie: są to Sony TV, Zee TV, Star Plus, Colors itd.
W wielu metropoliach z liczną hinduską populacją kina wyświetlają filmy z Indii, specjalizując się w prezentowaniu dorobku Bollywood. Dla przykładu Dolina Krzemowa ma dwa bollywoodzkie kina typu multiplex: jedno we Fremont, a drugie w San Jose.
Dallas/Ft. Worth Metroplex ma swój „Desi Multiplex” w Richardson. Jest tam także kino wyświetlające wyłącznie hinduskie filmy, zwane FunAsia. W roku 2006 uruchomiono pierwszą, nadającą 24 godziny na dobę (7 dni w tygodniu) stację radiową Radio Salaam Namaste 104.9 FM w okolicach Dallas. Podobny multiplex, wyświetlający wyłącznie hinduskie filmy na dwóch ekranach jednocześnie, został otwarty w roku 2002 w miejscowości Cary w Karolinie Północnej. FunAsia zawiaduje wszystkimi multiplexami Desi w Teksasie, w tym dwoma (sześć i pięć ekranów) w Houston.
W lipcu roku 2005 MTV zapoczątkowała nową sieć nazwaną „MTV Desi”, która była adresowana do hinduskich odbiorców. Obecnie sieć ta nie jest użytkowana.
Jednym z przykładów wkładu Amerykanów pochodzenia hinduskiego w pop-kulturę amerykańską jest Norah Jones – piosenkarka i pianistka. Jej debiutancki album „Come Away With Me” nagrany w jazzującym stylu z mieszanką soulu i folku zdobył osiem nagród Grammy i sprzedał się w liczbie ponad 18 milionów egzemplarzy na całym świecie.

### Religie

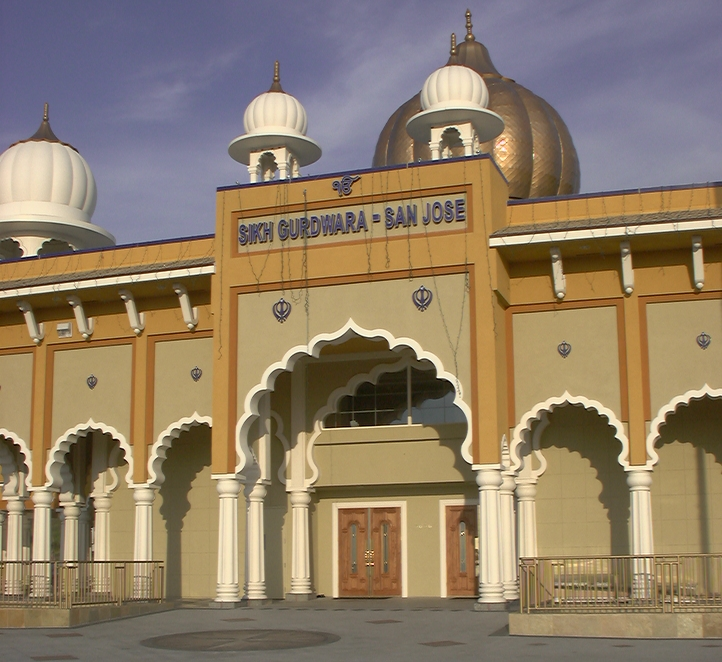
Świątynia Gurdwara Sahib w San Jose

Przybywające do Stanów Zjednoczonych z Indii społeczności hinduistów, sikhów, dżinistów, buddystów, muzułmanów, chrześcijan i żydów zakładały na miejscu swoje Kościoły.
Pierwszym ośrodkiem religijnym Hindusów w USA była sikhijska Gurudwara in Stockton w Kalifornii (1912). Obecnie w każdym z pięćdziesięciu stanów istnieją świątynie wszystkich czołowych religii z Półwyspu Indyjskiego. W roku 2000 Amerykanów pochodzenia hinduskiego było ponad milion, a hinduiści stanowią wśród nich zdecydowaną większość. W USA zadomowiło się wiele sekt, jak na przykład ISKCON, Swaminarayan Sampraday, BAPS Swaminarayan Sanstha, Chinmaya Mission, czy Swadhyay Pariwar. Amerykańscy hinduiści założyli „Hindu American Foundation”, której zadaniem jest propagowanie hinduizmu.
Swami Wiwekananda zaszczepił hinduizm w Ameryce podczas odbytego w roku 1893 zjazdu „Parlamentu Religii Świata”. Dzisiaj wiele świątyń hinduistycznych, w większości zbudowanych przez samych Hindusów, można napotkać w większych miastach Ameryki. Ponad 18 milionów Amerykanów uprawia różne odmiany jogi. Krijajogę wprowadził w Ameryce Paramahansa Jogananda. Ponadto Bhaktiwedanta Swami Prabhupada zainicjował popularny ruch ISKCON znany głównie jako „Hare Kryszna”.
Hinduscy muzułmanie w Ameryce utożsamiają się generalnie z innymi muzułmanami w USA (pochodzącymi przeważnie z Pakistanu i Bangladeszu, ale sami tworzą dwie niezależne organizacje: „Indian Muslim Council – USA” i „Coalition Against Genocide”.
W Stanach Zjednoczonych istnieje wiele hinduskich Kościołów chrześcijańskich, jak na przykład Syro-Malabar Catholic Church, Syro-Malankara Catholic Church, Knanaya, Indian Orthodox Church, Mar Thoma Church, Malankara Syriac Orthodox Church, Church of South India, Pentecostal Mission, czy India Pentecostal Church of God. Hinduscy chrześcijanie wchodzą w skład organizacji nadrzędnej o nazwie Federation of Indian American Christian Organizations of North America (FIACONA), która reprezentuje ich na terenie Stanów Zjednoczonych i Kanady.

## Kalendarium
- XVII wiek: Kompania Wschodnioindyjska zaczęła sprowadzać hinduskich służących do kolonii brytyjskich w Ameryce[16]
- 1680: Zgodnie z obowiązującym prawem córka hinduskiego ojca i irlandzkiej matki uznana została za mulatkę i sprzedana w niewolę[16]
- 1790: Po Rewolucji Amerykańskiej do USA zaczęli napływać pierwsi imigranci z Indii, głównie marynarze
- 1838: 5 maja dwa statki przywiozły na Karaiby hinduskich robotników kontraktowych
- 1899-1914: Pierwsza większa fala imigrantów z Indii, głównie sikhijskich rolników i robotników rolnych z Pendżabu, zaczęła napływać do Kalifornii z Hongkongu. Znajdowali zatrudnienie na farmach i w tartakach stanów Kalifornia, Oregon Waszyngton
- 1912: Otwarta została pierwsza świątynia sikhów w miejscowości Stockton w Kalifornii
- 1913: A.K. Mozumdar stał się pierwszym przybyszem z Indii, jaki uzyskał obywatelstwo Stanów Zjednoczonych przekonawszy sędziego ze Spokane w stanie Waszyngton, że jest „rasy kaukaskiej”, czyli białym. W roku 1923, na skutek decyzji Sądu Najwyższego, że przybysze z Indii nie mają prawa do naturalizacji w USA, obywatelstwo zostało mu odebrane
- 1917: Ogromną większością głosów Kongres przeforsował nowe prawo imigracyjne, znane jako „Barred Zone Act”, w myśl którego Azjatom, w tym także Hindusom, odmówiono prawa do osiedlania się w USA
- 1918: Doszło do naruszenia obowiązującego prawa w stanie Arizona, gdzie hinduski rolnik B. K. Singh ożenił się z 16-letnią córką jednego ze swych podnajemców[17]
- 1918: 21 lipca Bhagat Singh Thind, potomek przybyszów z Indii, wstąpił do United States Army. Walczył w Europie w czasie I wojny światowej i listopadzie awansował do stopnia sierżanta
- 1923: Sąd Najwyższy postanowił, że ludzie pochodzący z Indii nie są godni posiadania obywatelstwa USA. Bhagat Singh Thind w kilka lat później uzyskał obywatelstwo w Nowym Jorku, mimo że odmówiono mu wcześniej w Oregonie[18]
- 1928: Dhan Gopal Mukerji otrzymał Newbery Medal, tym samym został pierwszym uznanym literatem pochodzenia hinduskiego w Ameryce
- 1943: Republikanka Clara Booth Luce i demokrata Emanuel Celler wysunęli projekt ustawy umożliwiającej naturalizację Hindusów. Za projektem opowiedzieli się znani Amerykanie, jak Pearl Buck, Louis Fischer, Albert Einstein i Robert Millikan. Prezydent Franklin Delano Roosevelt również poparł projekt, wzywając do zakończenia „ustawowej dyskryminacji Hindusów”
- 1946: Prezydent Harry Truman podpisał ustawę umożliwiającą mieszkańcom Indii imigrację i naturalizację w Stanach Zjednoczonych
- 1956: Dalip Singh Saund został wybrany do Izby Reprezentantów z Kalifornii. W latach następnych został wybrany na drugą i trzecią kadencję, uzyskując ponad 60% głosów. Był pierwszym imigrantem z Azji zasiadającym w Kongresie
- 1964: Amar G. Bose założył Bose Corporation. Jest przewodniczącym rady nadzorczej i dyrektorem technicznym firmy. W przeszłości był wykładowcą w Massachusetts Institute of Technology
- 1965: Prezydent Lyndon B. Johnson podpisał ustawę imigracyjną znoszącą kwoty dla poszczególnych krajów i wspierającą imigrację na podstawie wykształcenia i doświadczenia. Dr Satinder Mullick był pierwszym imigrantem, jaki skorzystał z nowej ustawy
- 1982: Vinod Khosla współzałożył Sun Microsystems
- 1983: Członkinie organizacji „Asian Indian Women in America” (AIWA) uczestniczyły w pierwszym spotkaniu organizacji azjatyckich w Białym Domu
- 1987: Prezydent Ronald Reagan mianował dr. Joya Cheriana komisarzem United States Equal Employment Opportunity Commission (EEOC).
- 1988: Sanjay Mehrotra współzałożył SanDisk
- 1994: Gitarzysta Kim Thayil zdobył nagrodę Grammy za swój album „Superunknown” nagrany z zespołem Soundgarden
- 1996: Pradeep Sindhu współzałożył Juniper Networks
- 1999: NASA nadała trzeciemu ze swych „Great Observatories” nazwę „Chandra X-ray Observatory” dla upamiętnienia Subramanyan Chandrasekhara, urodzonego w Indiach astrofizyka, laureata nagrody Nobla
- 1999: Reżyser M. Night Shyamalan wszedł do historii filmem Szósty zmysł
- 1999: Rono Dutta został prezesem linii lotniczych United Airlines
- 2001: Profesor Dipak C. Jain (urodzony w Assamie) został mianowany dziekanem wydziału zarządzania na Northwestern University
- 2002: Profesor Calyampudi Radhakrishna Rao, 'statystyk o światowej sławie', otrzymał National Medal of Science od prezydenta George’a W. Busha
- 2005: Abhijit Y. Talwalkar, President and Chief Executive Officer of LSI Corporation
- 2006: Indra Nooyi (urodzona w Makasarze) została dyrektorem wykonawczym PepsiCo. Jest jednocześnie przewodniczącą US–India Business Council
- 2007: Bobby Jindal został wybrany gubernatorem stanu Luizjana; jest pierwszym Amerykaninem pochodzenia hinduskiego, który piastuje tak wysoki urząd w administracji Stanów Zjednoczonych
- 2007: Francisco D’Souza został mianowany prezesem i dyrektorem wykonawczym Cognizant Technology Solutions. W wieku 38 lat stał się najmłodszym szefem jednej z największych korporacji w USA. W roku 1994 był jednym z twórców NASDAQ
- 2007: Vikram Pandit został dyrektorem wykonawczym Citigroup. W latach 2000−2003 był członkiem rady nadzorczej NASDAQ
- 2007: Shantanu Narayen został dyrektorem wykonawczym Adobe Systems
- 2008: Sanjay Jha został jednym z dyrektorów Motoroli
- 2009: Prezydent Barack Obama mianował Preetindera S. Bhararę, absolwenta Harvardu i Columbia University prokuratorem federalnym Manhattanu
- 2009: Farah Pandith została specjalnym przedstawicielem Departamentu Stanu ds. kontaktów w organizacjami muzułmańskimi w USA
- 2009: Prezydent Barack Obama nominował Rajiva Shaha szefem United States Agency for International Development
- 2010: Prezydent Harvardu, Catherine Drew Gilpin Faust mianowała Nitina Nohrię dziesiątym dziekanem wydziału zarządzania
- 2010: Senator stanowy Nikki Haley wygrała prawybory republikańskie w stanie Karolina Południowa. Jest pierwszą kobietą pochodzenia hinduskiego, jaka wygrała nominację partyjną na gubernatora
- 2014: Satya Nadella został dyrektorem generalnym  Microsoftu.

## Dyskryminacja
Wprawdzie dyskryminacja w ostrej formie nie jest powszechna, ale wiadomo, że w pewnych przypadkach dochodzi do wrogich działań. W latach osiemdziesiątych XX wieku grupa zwąca się „Dotbusters” atakowała Amerykanów pochodzenia hinduskiego w Jersey City w stanie New Jersey. W ostatnich latach podjęto badania przypadków dyskryminacji rasowej, jak również stereotyp izacji i szukania kozłów ofiarnych w odniesieniu do Amerykanów pochodzenia hinduskiego. Szczególnie nasiloną dyskryminację rasową obserwuje się w miejscach pracy, gdzie przybiera ona formę „hindufobii” i opartej na outsourcingu/offshoringu paranoi, zgodnie z którą Amerykanie pochodzenia hinduskiego oskarżani są o odbieranie Amerykanom dobrze płatnej pracy i przekazywanie jej do Indii. Według danych Kongresu wielu Amerykanów pochodzenia hinduskiego jest bardzo zaniepokojonych możliwością odwetu, jakkolwiek do tej pory nic poważnego nie nastąpiło. Z bardzo wielu przyczyn o przypadkach skrytej dyskryminacji społeczność Amerykanów pochodzenia hinduskiego woli milczeć.
Liczne przypadki religijne stereotypizacji hinduizmu również mają miejsce.
Po 11 września 2001 odnotowano odosobnione przypadki omyłkowych zamachów na Amerykanów pochodzenia hinduskiego. I tak na przykład sikh, Balbir Singh Sodhi, został zamordowany na stacji benzynowej w Phoenix w Arizonie przez białego supremacystę. Zabójca tłumaczył się, że turban ofiary uznał za arabskie nakrycie głowy. W innym przypadku roznosiciel pizzy został znieważony i pobity w Massachusetts za „bycie muzułmaninem”, mimo że ofiara zapewniała prześladowców iż jest Hindusem
5 kwietnia 2006 roku napadnięto świątynię Hindu Mandir w stanie Minnesota, co było aktem dyskryminacji z przyczyn religijnych. Wandale poważnie uszkodzili budowlę; straty wyceniono na kwotę 200 tys. USD.
11 sierpnia 2006 senator George Allen nazwał członka sztabu wyborczego swego politycznego oponenta „makakiem”. Przedstawiciele społeczności Amerykanów pochodzenia hinduskiego zareagowali na atak Allena kontruderzeniem na YouTube, co przyczyniło się w pewnym stopniu do tego, że przegrał wybory.
Wzrosła również liczba zabójstw studentów pochodzenia hinduskiego. 14 grudnia 2007 zabici zostali dwaj hinduscy doktoranci Uniwersytetu Stanowego Luizjany. Motyw zabójstwa nie jest znany; ale ofiarom niczego nie ukradziono, a do zbrodni doszło w pobliżu biur ówczesnego gubernatora elekta Bobby’ego Jindala, Amerykanina pochodzenia hinduskiego, podnosząc w czasie kampanii kwestię zabójstw na tle rasowym. Jeszcze inny przypadek miał miejsce 18 stycznia 2008, kiedy zamordowany został student drugiego roku Duke University. I w tym wypadku motyw zabójstwa pozostaje nieznany.